# Pratschütz
Pratschütz ist ein Ortsteil von Nautschütz, einem Ortsteil von Schkölen im Saale-Holzland-Kreis in Thüringen.

## Geografie und Geologie
Am Rande des Ackerlandgebietes um Schkölen liegt in etwas kupierten Gelände der Weiler Pratschütz unweit der Landesstraße 1372 von Naumburg nach Eisenberg. Das Umland des Weilers und des Wethautales ist durch den Abbau von Sand und Kies geprägt.

## Geschichte
Der Weiler mit wenigen Bauerngehöften und Häusern wurde 1234–1241 erstmals urkundlich erwähnt.